# Puerto Castilla (Honduras)
Pour les articles homonymes, voir Puerto Castilla.

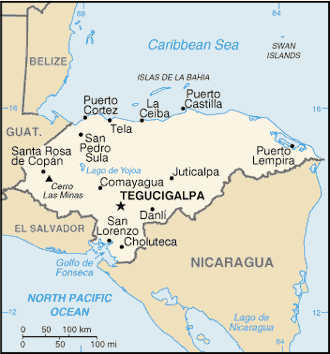
Carte du Honduras

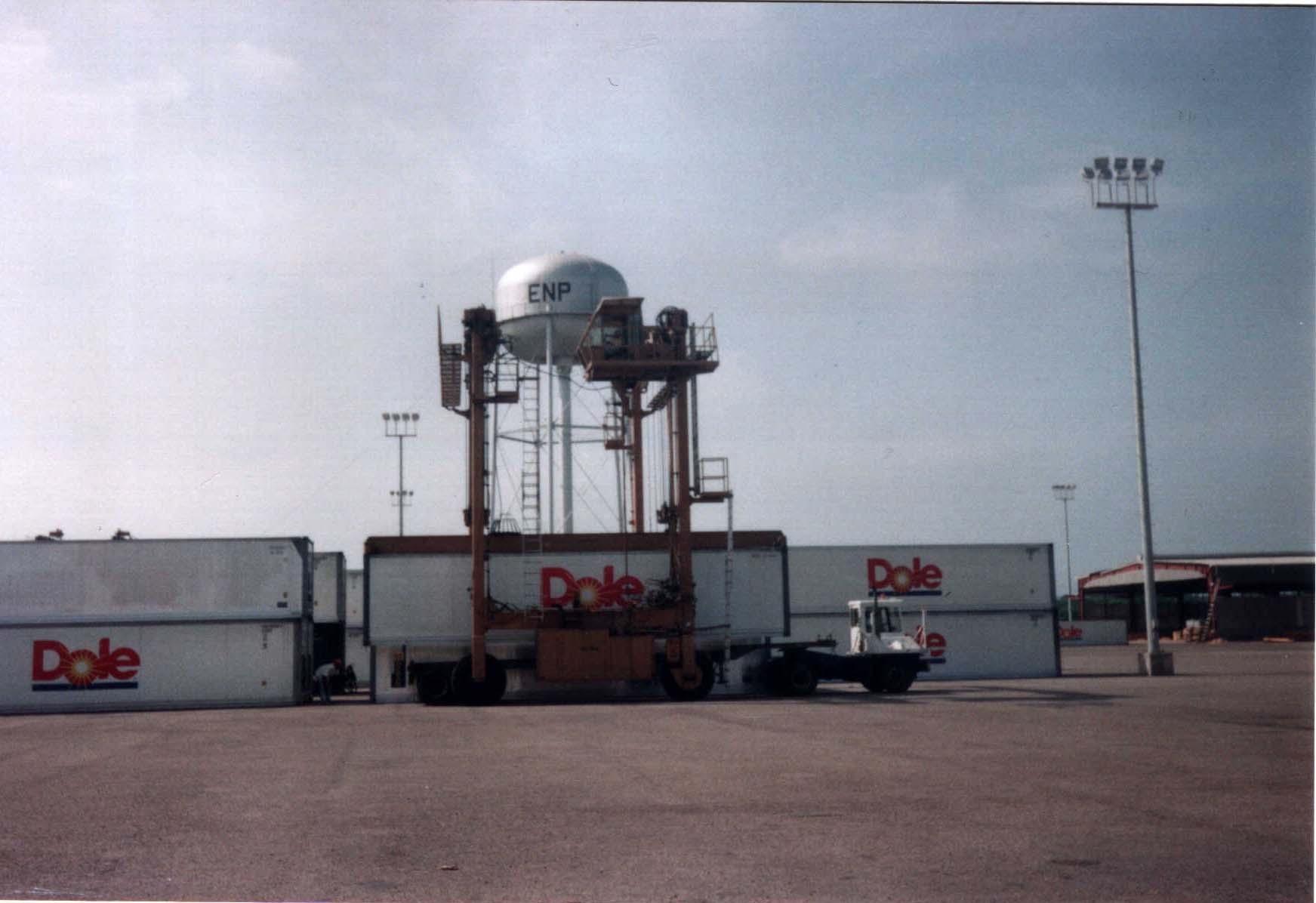
Activité de Dole dans le port de Puerto Castilla, juillet 1994.

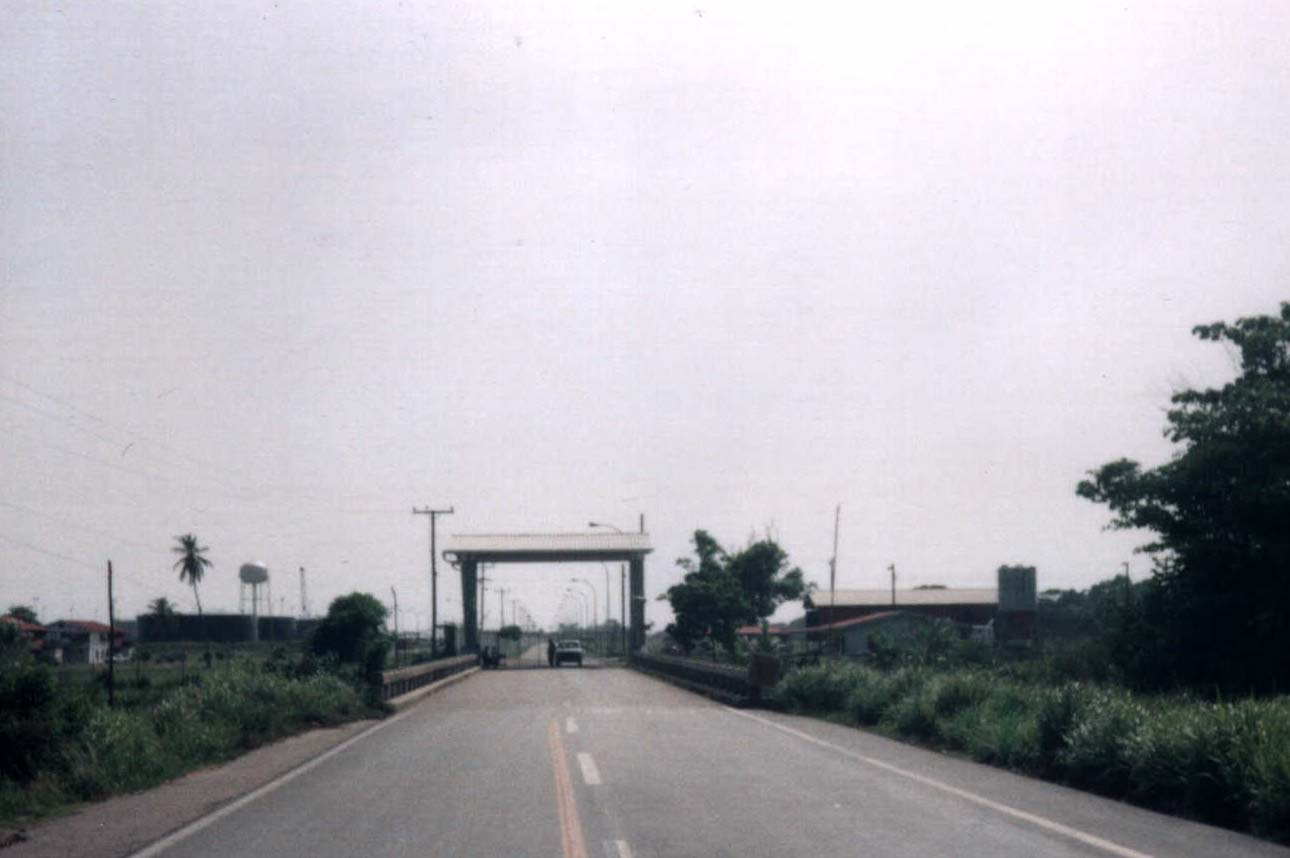
Entrée au port de Puerto Castilla, juillet 1994.

Puerto Castilla est un port du Honduras, sur la mer des Caraïbes. Il est situé dans la baie de Trujillo, à 9,7 km au nord de la ville de Trujillo et à 560 km de Tegucigalpa.
Puerto Castilla fut pendant un temps le siège de la "Castilla Division" de l'entreprise américaine United Fruit Company, et était spécialisé dans la culture et l'exportation de la banane Gros Michel. Cette division a été fermée à la fin des années 1930 en raison de la maladie de Panama, une brûlure des racines des bananiers, qui affecta les plantations. Puerto Castilla est aujourd'hui un village de pêcheurs, le site d'une base militaire du Honduras et d'un port de commerce. Le bâtiment d'un hôpital est le dernier vestige laissé par l'United Fruit. 
Le port de Puerto Castilla, qui a été mis en service en 1984, est exploité par l'Empresa Nacional Portuaria. C'est le deuxième port par son trafic de la côte atlantique du Honduras. L'exportation de bananes par la Dole Fruit Company au moyen de navires frigorifiques représente l'essentiel de l'activité. Le trafic du port avait atteint 520 000 tonnes en 1992. Mais les dégâts provoqués par l'ouragan Mitch en 1998 dans les plantations ont entraîné un effondrement du trafic, qui n'était plus que de 73 000 tonnes en 1999. Aujourd'hui[Quand ?] de vastes plantations de palmiers à huile d'Afrique parsèment la région. Quant au port en eau profonde, il offre de réelles possibilités de développement.